# Tramway de Fukui
Le tramway de Fukui est un tramway exploité par la compagnie privée Fukui Railway qui dessert la ville de Fukui et sa périphérie, au Japon. Il comporte une unique ligne, longue de 21,5 km, nommée ligne Fukubu (福武線, Fukubu-sen).

## Historique
La ligne est ouverte le 23 février 1924 entre Takefu-Shin et Heiei (aujourd'hui Shinmei) par le Chemin de fer électrique Fukubu (福武電気鉄道). La ligne est prolongée l'année suivante à Fukui-Shin (aujourd'hui Sekijūjimae) et en 1933, la ligne arrive à la gare de Fukui.
Le 1er août 1945, la ligne passe sous le contrôle de la Fukui Railway.
En 1950 la ligne atteint Tawaramachi, son terminus actuel.
En mars 2016, des services interconnectés avec la ligne Mikuni Awara de la compagnie Echizen Railway sont mis en place.
La station Echizen-Takefu est renommée Takefu-shin le 25 février 2023. Elle portait déjà ce nom-là avant 2010.

## Caractéristiques

### Services et interconnexions
Certains services sont Express.
La ligne est interconnectée à Tawaramachi avec la ligne Mikuni Awara de la compagnie Echizen Railway.

### Liste des stations
La ligne possède 24 stations. Une courte branche part de Fukui Castle Ruins-daimyomachi pour desservir la gare de Fukui (Fukui-eki).

#### Section Takefu-shin - Tawaramachi
| Numéro | Station                        | Nom japonais     | Distance (km) | Correspondances                                 | Localisation | Localisation        |
| ------ | ------------------------------ | ---------------- | ------------- | ----------------------------------------------- | ------------ | ------------------- |
| F0     | Takefu-shin                    | たけふ新         | 0             | Hapi-Line Fukui : Hapi-Line Fukui (à Takefu)    | Echizen      | Préfecture de Fukui |
| F1     | Kitago                         | 北府             | 0,6           |                                                 | Echizen      | Préfecture de Fukui |
| F2     | Sports Kōen                    | スポーツ公園     | 1,7           |                                                 | Echizen      | Préfecture de Fukui |
| F3     | Iehisa                         | 家久             | 2,4           |                                                 | Echizen      | Préfecture de Fukui |
| F4     | Sundome Nishi                  | サンドーム西     | 4,1           |                                                 | Sabae        | Préfecture de Fukui |
| F5     | Nishi-Sabae                    | 西鯖江           | 5,3           |                                                 | Sabae        | Préfecture de Fukui |
| F6     | Nishiyama-Kōen                 | 西山公園         | 6,0           |                                                 | Sabae        | Préfecture de Fukui |
| F7     | Mizuochi                       | 水落             | 7,3           |                                                 | Sabae        | Préfecture de Fukui |
| F8     | Shinmei (ja)                   | 神明             | 8,5           |                                                 | Sabae        | Préfecture de Fukui |
| F9     | Tobanaka                       | 鳥羽中           | 9,7           |                                                 | Sabae        | Préfecture de Fukui |
| F10    | Sanjūhassha                    | 三十八社         | 10,9          |                                                 | Fukui        | Préfecture de Fukui |
| F11    | Taichō no Sato                 | 泰澄の里         | 12,1          |                                                 | Fukui        | Préfecture de Fukui |
| F12    | Asōzu                          | 浅水             | 13,0          |                                                 | Fukui        | Préfecture de Fukui |
| F13    | Harmony Hall                   | ハーモニーホール | 13,8          |                                                 | Fukui        | Préfecture de Fukui |
| F14    | Seimei                         | 清明             | 14,9          |                                                 | Fukui        | Préfecture de Fukui |
| F15    | Ebata                          | 江端             | 15,5          |                                                 | Fukui        | Préfecture de Fukui |
| F16    | Bell-mae                       | ベル前           | 16,1          |                                                 | Fukui        | Préfecture de Fukui |
| F17    | Hanandō                        | 花堂             | 16,9          |                                                 | Fukui        | Préfecture de Fukui |
| F18    | Sekijūjimae                    | 赤十字前         | 17,8          |                                                 | Fukui        | Préfecture de Fukui |
| F19    | Shokokaigishomae               | 商工会議所前     | 18,4          |                                                 | Fukui        | Préfecture de Fukui |
| F20    | Asuwayamakoenguchi             | 足羽山公園口     | 18,9          |                                                 | Fukui        | Préfecture de Fukui |
| F21    | Fukui Castle Ruins-daimyomachi | 福井城址大名町   | 19,6          |                                                 | Fukui        | Préfecture de Fukui |
| F23    | Jin'ai Joshikōkō               | 仁愛女子高校     | 20,2          |                                                 | Fukui        | Préfecture de Fukui |
| F24    | Tawaramachi                    | 田原町           | 20,9          | Echizen Railway : Mikuni Awara (interconnexion) | Fukui        | Préfecture de Fukui |

#### Section Fukui Castle Ruins-daimyomachi - Fukui-eki
| Numéro | Station                        | Nom japonais   | Distance (km) | Correspondances                                                       | Localisation | Localisation        |
| ------ | ------------------------------ | -------------- | ------------- | --------------------------------------------------------------------- | ------------ | ------------------- |
| F21    | Fukui Castle Ruins-daimyomachi | 福井城址大名町 | 0             |                                                                       | Fukui        | Préfecture de Fukui |
| F22    | Fukui-eki                      | 福井駅         | 0,6           | Hapi-Line Fukui : Hapi-Line Fukui Echizen Railway : Katsuyama Eiheiji | Fukui        | Préfecture de Fukui |

## Matériel roulant
Plusieurs modèles différents circulent sur la ligne. Le plus récent est la série F2000, surnommée FUKURAM Liner. Un ancien tramway GT4 du réseau de Stuttgart circule certains week-ends sous le nom de RETRAM.

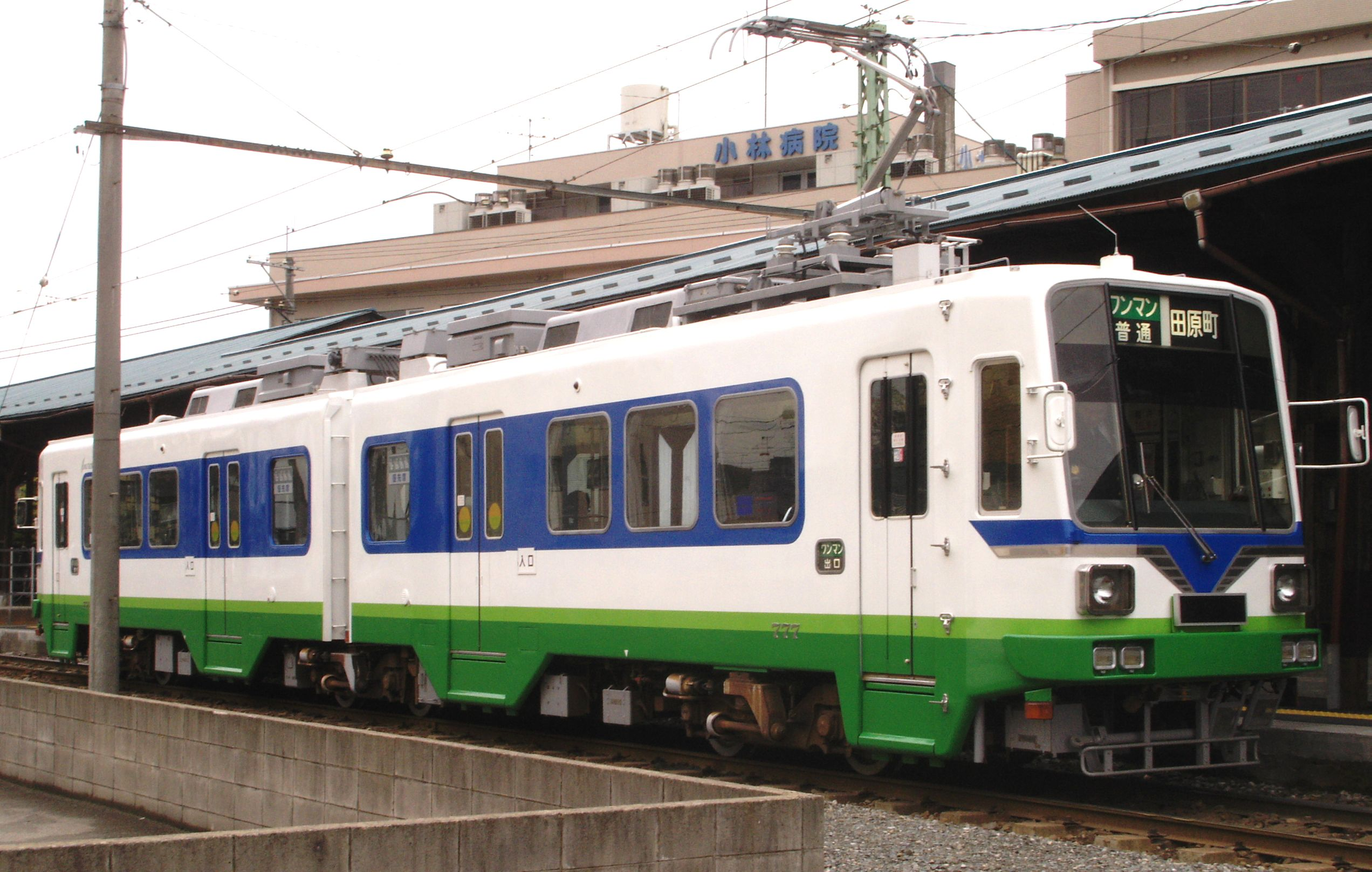
Série 770 (ex-Meitetsu 770)
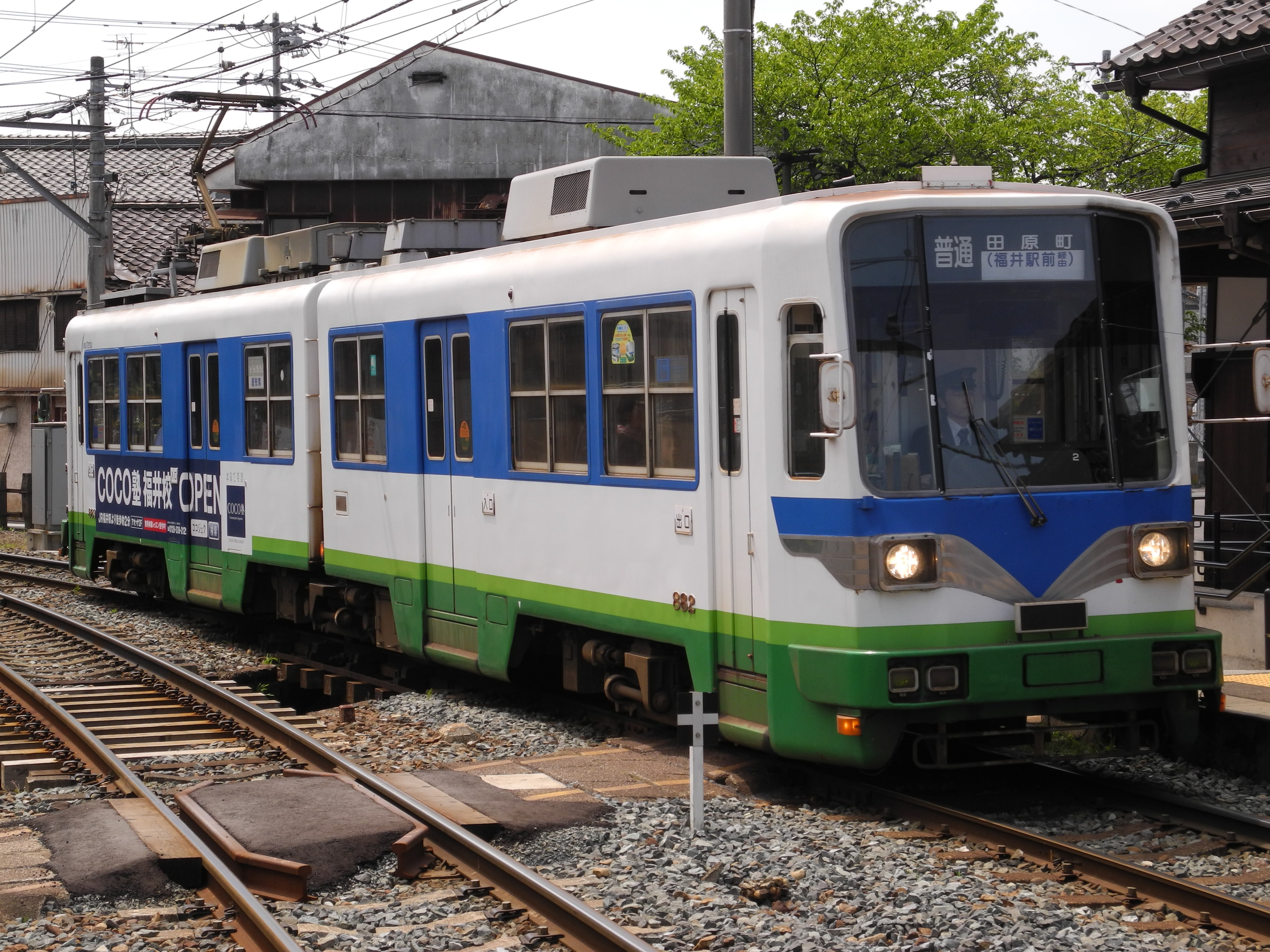
Série 880 (ex-Meitetsu 880)
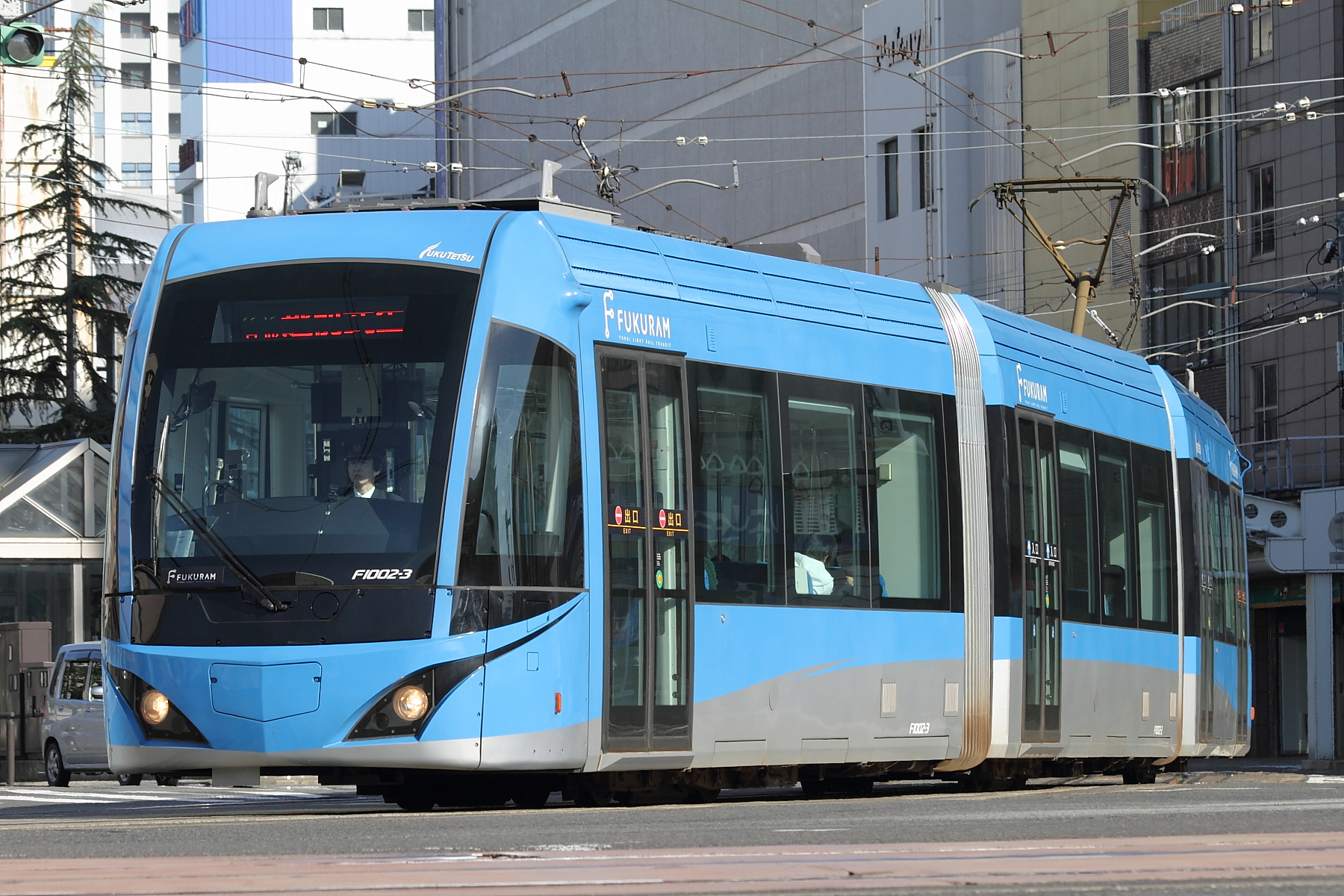
Série F1000 "FUKURAM"
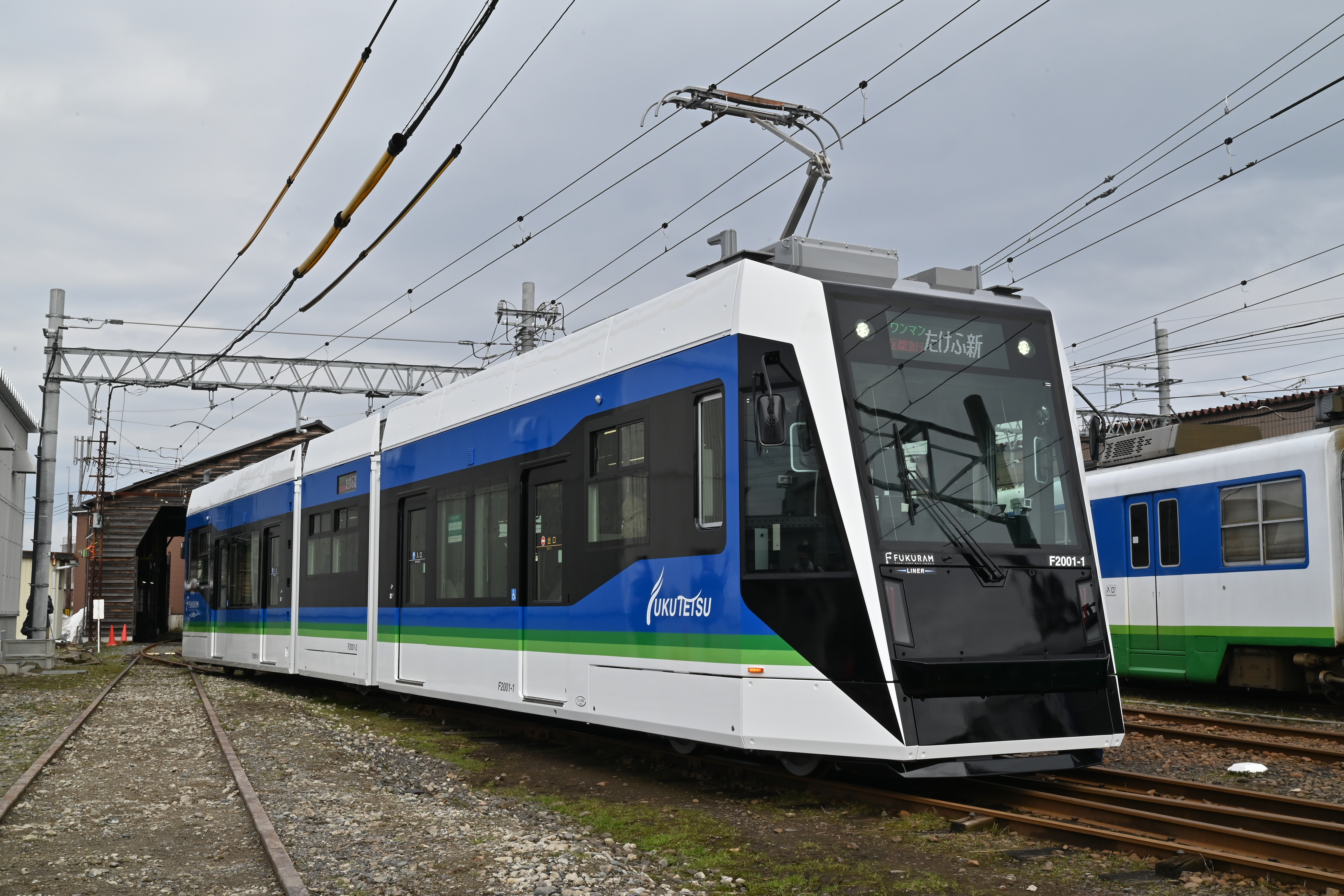
Série F2000 "FUKURAM Liner"
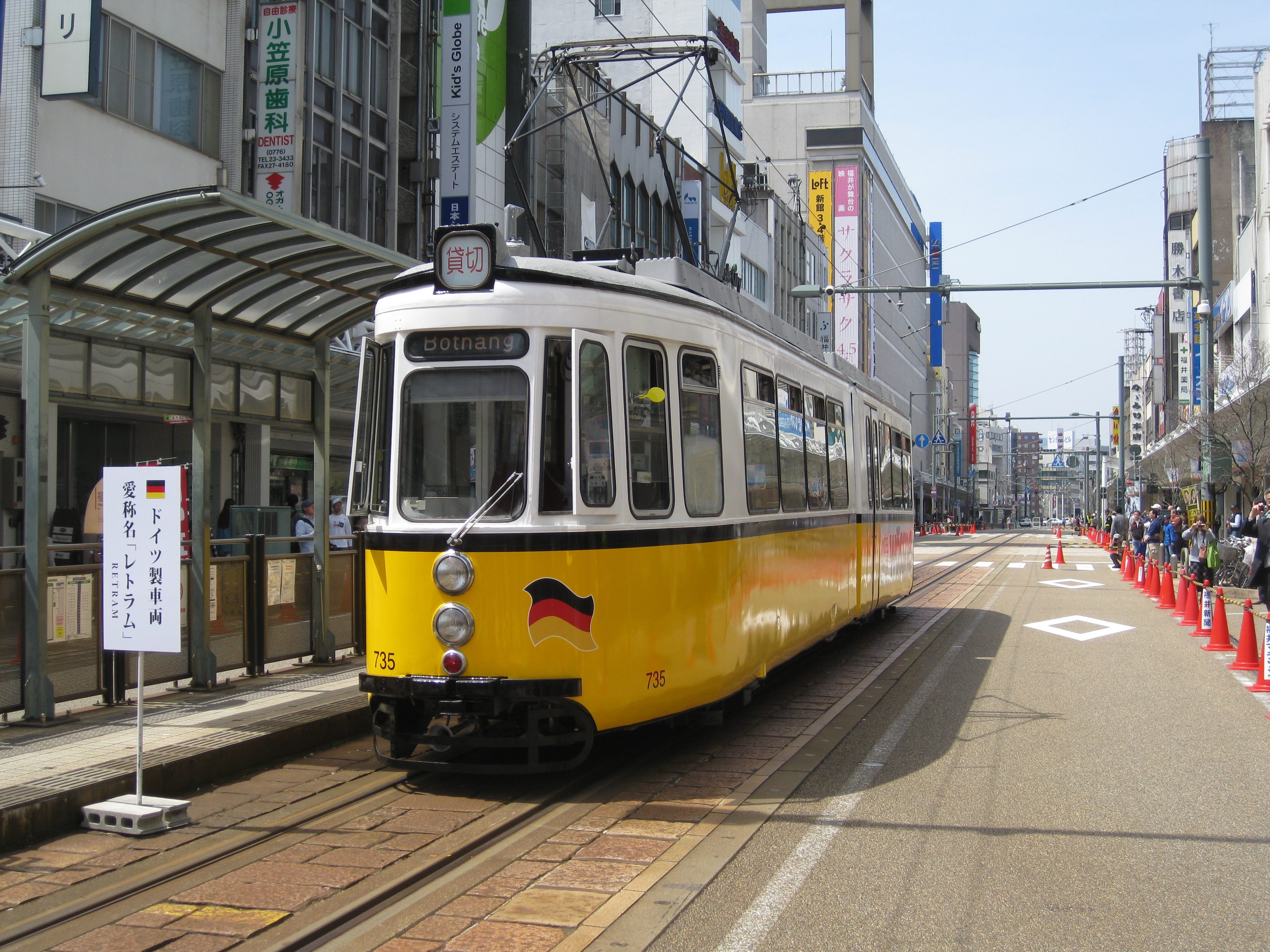
Série F10 "RETRAM" (ex-Maschinenfabrik Esslingen GT4)
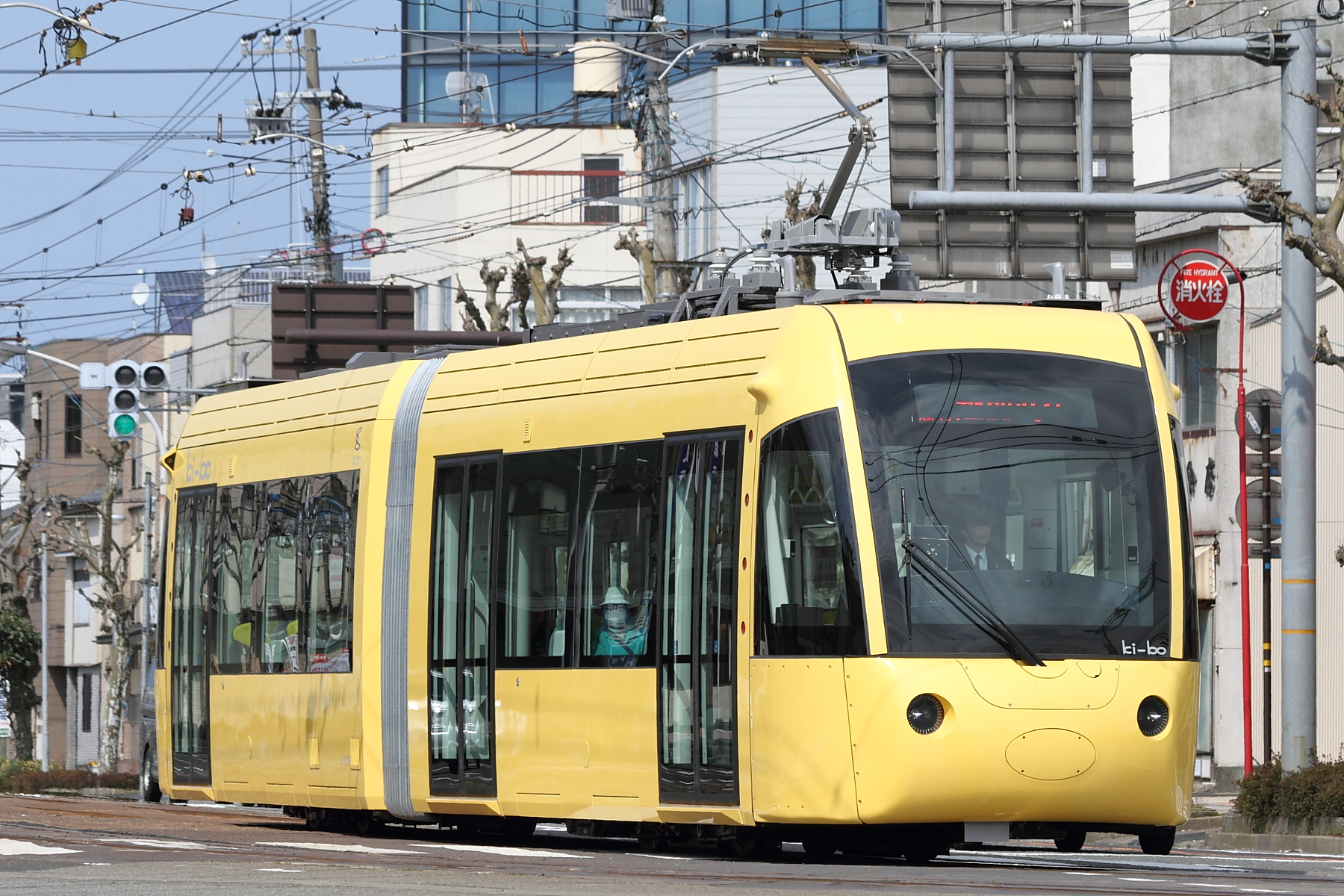
Echizen Railway Série L "ki-bo"